# Mone Chiba
Mone Chiba (jap. 千葉 百音 Chiba Mone; * 1. Mai 2005 in Sendai) ist eine japanische Eiskunstläuferin, die im Einzellauf antritt. Sie ist die Vier-Kontinente-Meisterin des Jahres 2024.

## Sportliche Karriere
Mone Chiba begann 2010 mit dem Eiskunstlauf.
In ihrer Kindheit trainierte sie in derselben Eishalle wie Yuzuru Hanyū, der ebenfalls aus Sendai stammt und den sie als eine Art „großen Bruder“ und ihr Vorbild bezeichnet.
In der Saison 2018/19 nahm Chiba das erste Mal an den Japanischen Juniorenmeisterschaften teil; ab 2019/20 trat sie auf nationaler Ebene parallel bei den Erwachsenen an. 2023 gewann sie in beiden nationalen Meisterschaften die Silbermedaille.
Bei den Vier-Kontinente-Meisterschaften 2023 erreichte Chiba den dritten Platz; im folgenden Jahr gewann sie die Meisterschaft.
2024 vertrat sie Japan bei den Weltmeisterschaften, bei denen sie den 7. Platz belegte.
Ihre ersten Einladungen in die ISU-Grand-Prix-Serie erhielt Mone Chiba 2023. Sie belegte einen 9. und einen 6. Platz. In der folgenden Saison erhielt sie erneut zwei Einladungen. Mit einem 2. Platz in beiden Wettbewerben qualifizierte sie sich erstmals für das Grand-Prix-Finale 2024, in dem sie die Silbermedaille gewann.

## Ergebnisse
| Meisterschaft/Saison               | 2018/19 | 2019/20 | 2020/21 | 2021/22 | 2022/23 | 2023/24 | 2024/25 |
| ---------------------------------- | ------- | ------- | ------- | ------- | ------- | ------- | ------- |
| Weltmeisterschaften                |         |         |         |         |         | 7.      | 3.      |
| Vier-Kontinente-Meisterschaften    |         |         |         |         | 3.      | 1.      | 6.      |
| Japanische Meisterschaften         |         | 18.     | 20.     | 11.     | 5.      | 2.      | 4.      |
| Grand-Prix-Serie/Saison            | 2018/19 | 2019/20 | 2020/21 | 2021/22 | 2022/23 | 2023/24 | 2024/25 |
| Grand-Prix-Finale                  |         |         |         |         |         |         | 2.      |
| Cup of China                       |         |         |         |         |         |         | 2.      |
| NHK Trophy                         |         |         |         |         |         |         | 2.      |
| Grand Prix de France               |         |         |         |         |         | 9.      |         |
| Skate America                      |         |         |         |         |         | 6.      |         |
| Juniorenwettbewerb/Saison          | 2018/19 | 2019/20 | 2020/21 | 2021/22 | 2022/23 | 2023/24 | 2024/25 |
| Japanische Juniorenmeisterschaften | 18.     | 6.      | 8.      | 3.      | 2.      |         |         |